# Bohumil Smejkal
Bohumil Smejkal (14. ledna 1935 Brno – 22. března 2009) byl český houslista, dirigent, koncertní mistr a umělecký vedoucí Brněnského rozhlasového orchestru lidových nástrojů.

## Život
Absolvoval brněnskou konzervatoř a v roce 1963 vystudoval hru na housle na Janáčkově akademii múzických umění (JAMU) v Brně. Už od roku 1956 působil v BROLNu jako houslista, od roku 1963 jako dirigent a v letech 1969–1973 jako umělecký vedoucí.
Poté působil v letech 1973-1993 jako primarius Janáčkova kvarteta a mezi lety 1993–2002 člen mezinárodního souboru PEARL-TRIO. Dále byl činný také v Komorním orchestru Bohuslava Martinů, Moravské filharmonii v Olomouci atd.
Koncertoval nejen tuzemsku, ale i v řadě států Evropy, Asie a Ameriky (Švédsko, Japonsko, Rakousko, Velká Británie, Nizozemsko, USA atd.).
Jako pedagog působil od roku 1973 na JAMU. Zde se stal v roce 1993 profesorem a letech 1993–1999 děkanem Hudební fakulty JAMU. Působil též v zahraničí (Japonsko, Rakousko, Nizozemí, USA atd.), kde vedl interpretační kursy.

## Nahrávky (výběr)
- Songs and Dances from Czech (BROLN) – Philips 1967
- Brněnský rozhlasový orchestr – Supraphon 1973
- Komplet Janáček a Smetana 1992
- PEARL-TRIO – Dvořák, Čajkovskij 1996 (RIT´Music Japan)